# بوبي شمردا
أكويل جان بولارد (من مواليد 4 أغسطس 1994)، والمعروف باسم بوبي شمردا (بالإنجليزية: Bobby Shmurda)، هو مغني راب وكاتب أغاني أمريكي. وقع صفقة مع تسجيلات إبيك بعد أن بلغت أغنيته «هوت نيغا» ذروتها في المركز السادس على ترتيب بيلبورد هوت 100 الموسيقي في عام 2014. شمردا أيضًا عُرف من أغنية «بوبي بيتش» التي حققت المركز 92 في ترتيب بيلبورد هوت 100. صدر أول ألبوم مطول له، شمردا شي روت، في 10 نوفمبر 2014.
في 18 ديسمبر 2014، اعتقلت شرطة مدينة نيويورك شمردا، ووجهت إليه تهمة التآمر للقتل وحيازة الأسلحة والتعريض المتهور للخطر. في عام 2016، أقر بأنه مذنب وحُكم عليه بالسجن لمدة سبع سنوات، والتي تم تخفيضها إلى خمس سنوات بعد حصوله على الائتمان عن العامين اللذين قضاهما بالفعل في انتظار المحاكمة.
في عام 2018، ظهر شمردا في أغنية تيكاشي 69 «ستووبد»، التي بلغت ذروتها في المرتبة 25 على بيلبورد هوت 100. هو ورودي ريبيل، هما المؤسسان ويعتبران رواد موسيقى الدريل (نوع فرعي من موسيقى الهيب هوب بدأ في عام 2014) في بروكلين.
في 21 سبتمبر 2020، ورد أن شمردا حُرم من الإفراج المشروط، مما يعني في الأصل أنه سيقضي كامل عقوبته. ومع ذلك، بعد مراجعة من قبل إدارة الإصلاحيات، تم منحه إفراجًا مشروطًا، وتم الإفراج عنه في 23 فبراير 2021، نظرًا لأن بقية عقوبته ستكون مشروطة (سيكون تحت المراقبة حتى 23 فبراير 2026).

## حياة سابقة
وُلد بوبي شمردا في ميامي، فلوريدا. والدته أمريكية من أصل أفريقي ووالده جامايكي. انتقلت والدته من فلوريدا إلى شرق فلاتبوش بعد سجن والده. كان شمردا قد خاض مواجهات مع القانون أثناء إقامته في بروكلين، بما في ذلك خمسة عشر شهرًا قضاها في الحجز لانتهاك المراقبة والاعتقال بتهم السلاح التي تم إسقاطها لاحقًا. وفقًا للائحة الاتهام الصادرة في عام 2014، كان شمردا زعيمًا لمشروع إجرامي يُدعى «جي إس 9» (GS9) حيث كان يدخل بانتظام في نزاعات مع العصابات الإجرامية، وكان مسؤولاً عن جرائم قتل وإطلاق نار غير مميت، وشارك في تجارة المخدرات على طول طريق كينغز السريع إلى شرق فلاتبوش في بروكلين.

## ديسكغرفيا

### أشرطة مطولة (ميكستيبز)
* شيموني شمردا (مع جي إس 9)
* شمردافِل

### ألبومات مطولة
شمردا شي روت (2014)

### أغاني منفردة

#### كمغني رئيسي
- هوت نيغا (2014)
- بوبي بيتش (2014)
- نو تايم فور سليب (فري ستايل) (2021)